# Karolina Bobrowska
Karolina Bobrowska, swoje prace sygnowała także jako K. Bobrowska (ur. w XIX w., zm. w XX w.; fl. ca 1913-1934) – polska tłumaczka literatury francuskiej; tłumaczyła także z języka polskiego na język francuski, wtedy sygnowała je jako Caroline Bobrowska.

## Prace translatorskie
Znana tłumaczka prac francuskiego filozofa Henriego Bergsona (takich jak: O bezpośrednich danych świadomości, I wyd. tł. 1913; Materja i pamięć : studjum nad stosunkiem ciała do ducha, I wyd. tł. 1930) a także autorka opracowania Préface à la traduction polonaise de l'essai sur les données immédiates de la conscience de Henri Bergson (1913) dotyczącego przekładów jego esejów.
W dwudziestoleciu międzywojennym XX wieku tłumaczyła także utwory Juliusza Verne’a: Straszny wynalazca (1922), W pogoni za meteorem (1922), Skarby wulkanu (1924), Tajemniczy pilot (1925), W krainie białych niedźwiedzi (1925), Ojczyzna rozbitków (1927).
Poza tym tłumaczyła prace Pierre’a Benoit, Jorisa-Karla Huysmansa, Henriego Ghèona, Ernesta Hello, François Josepha Kieffera, Marie Magdeleine Saeyeys i Clémenta Vautela.